# Abeilhan
Abeilhan este o comună în departamentul Hérault din sudul Franței. În 2009 avea o populație de 1.327 de locuitori.

## Evoluția populației
| An        | 1975 | 1982 | 1990 | 1999 | 2006  | 2009  |
| --------- | ---- | ---- | ---- | ---- | ----- | ----- |
| Populație | 771  | 810  | 917  | 979  | 1.217 | 1.327 |